# Torsten Haß
Torsten Haß, znan tudi pod psevdonimom Kim Godal, nemški pesnik, dramatik, romanopisec, pisatelj in knjižničar, * 21. november 1970, Neumünster, Schleswig-Holstein, Nemčija.
Študiral je v Stuttgartu. Njegova dela so na primer knjiga Bibliotheken für Dummies, ki je izšla oktobra 2019 in bila zaradi velikega povpraševanja dvakrat ponatisnjena. Do konca leta 2020 je bilo zahtevanih skoraj 60.000 knjig. Knjiga je dobila več recenzij in se uporablja na številnih univerzah. Primeri:
Univerzitetna knjižnica v Tübingenu (Baden-Württemberg),
Univerzitetna knjižnica v Bochumu (Severno Porenje - Vestfalija),
Univerzitetna knjižnica v Bingenu (Porenje - Pfalška).

## Ne-fikcija
- Bibliotheken für Dummies (2019); z Detlev Schneider-Suderland
- Arbeitgebermarke Bibliothek mit k(l)einem Budget : eine Einführung mit Übungen (2021)
- Vahīṅ dekhiye : Festschrift für Hellmut Vogeler (1996); kot urednik
- Das Ende der Gemütlichkeit : Entwurf eines Fundraising-Konzepts für kleinere und mittlere Wissenschaftliche Bibliotheken  (2021)
- Dieses Buch ist für die Tonne : Einführung in den klassischen Zynismus (Kynismus) (2020); z Maximilian Spannbrucker
- Wohnriester und Erbbau : ein aktuelles Fallbeispiel (2021)

## Beletrístika

### Romani, noveli
- Das Kartenhaus : ein Betrugs-Roman (2002[9])
- Der König des Schreckens :  ein Vatikan-Krimi  (2013[9])
- Männchensache : Rechtsfälle zur Vorbereitung im Geschlechterkampf – Roman (2009[9])
- Morddeich : und andere Kurzprosa (2021)
- Die Schwarze Zeit : ein Mittelalter-Roman (2006[9])
- Die Schwarze Zeit II : Aphrodites Puppen – Roman (2007[9])
- Die Schwarze Zeit III : Metathronos – Roman (2008[9])
- Die Schwarze Zeit IV : Agonie – Roman (2009[9])
- Die Schwarze Zeit V : Staub – Roman (2010[9])
- Die Schwarze Zeit VI : Terra re-mota – Roman (2011[9])
- Totenmelodie : ein Kurpfalz-Krimi (2017[9])
- Totenquintett : ein Kurpfalz-Krimi (2018[9])
- Totentraum : ein Kurpfalz-Krimi (2019[9])

### Dramatika
- En Nuit : Dramolett (2021)
- Omega oder Das Hochzeitsmahl : Drama (2020[9])
- Die Staatsschuld – In a State of Bonds : Drama (2003[9])

### Poezija
- Das Christkind taumelt betrunken im Wald, der Weihnachtsmann torkelt nicht minder : Winter- und Weihnachts-Gedichte (2020)
- Es wiehert der Gaul, es graset das Pferd. Es machte auch nichts, wär’s mal umgekehrt : Liebes-Gedichte und andere (2020)